# Walter Werzowa
Walter Werzowa est un compositeur autrichien, né le 15 décembre 1960 à Vienne (Autriche).

## Filmographie
- 1997 : Sketch-up
- 1994 : Tief oben
- 1996 : Stille Wasser
- 1996 : Back to Back (TV)
- 1996 : Compte à rebours explosif (Countdown)
- 1997 : Fugue (Drive)
- 1997 : Trekkies
- 1998 : Six Days in Roswell
- 1998 : Sweet Jane
- 1999 : Suckers
- 2000 : Two Shades of Blue
- 2000 : Cherry Falls
- 2000 : Hellraiser 5 (Hellraiser: Inferno) (vidéo)
- 2001 : Mimic 2 : Le Retour ! (vidéo)
- 2003 : Babiy Yar
- 2005 : Jane Lloyd
- 2005 : Stillwater
- 2006 : Semper Fi (vidéo)
- 2006 : Jarhead Diaries (vidéo)
- 2006 : Background (vidéo)
- 2006 : Yippee